# Wuzhen
Wuzhen är en östkinesisk köping som lyder under orten Tongxiang i norra Zhejiang som står med på Unescos förslagslista för världsarv sedan 2001. Den är belägen kring en sidogren av Kejsarkanalen som går mellan Beijing och Hangzhou. Orten tillhör stadsprefekturen Jiaxing och hade 45 772 invånare vid folkräkningen år 2000, varav ungefär en femtedel bor i den historiska stadskärnan. Wuzhen har en historia på cirka tvåtusen år och dess genuina arkitektur är typisk för området runt Yangtzes delta, med liknande byggnader på en större skala i staden Suzhou i Jiangsuprovinsen. 
Stämningen i Wuzhen är trots alla besökande turister stillsam och det finns en del att se. Bland annat pågår det fortfarande traditionell produktion av starkvin gjort på ris och handinfärgning av tyger med hjälp av batikteknik. Wuzhen ingår i oftast som några timmars stopp i de rundresor man brukar göra till Suzhou och Hangzhou från Shanghai. För att besöka orten betalar man inträde och har sedan tillgång till alla utställningar och museer.
Författaren Mao Dun föddes på orten.